# Videogioco sportivo manageriale
Un videogioco sportivo manageriale è un genere che combina le caratteristiche del videogioco sportivo con quelle del videogioco manageriale. Tale genere è principalmente dedicato al calcio, ma esistono anche titoli relativi all'automobilismo, alla pallacanestro e all'hockey su ghiaccio.
Questo gioco simula gli aspetti della gestione di una squadra sia dal punto di vista finanziario che dal punto di vista tecnico: è inoltre presente una parte di simulazione sportiva. Un noto titolo di questo genere è Player Manager, risalente agli anni 1990, che univa la giocabilità di Kick Off con la parte gestionale: l'obiettivo era quello di condurre una squadra di calcio dalle serie minori al massimo campionato. Altro famoso titolo è PC Calcio.